# Мукушев, Булат Тельманович
Була́т Те́льманович Муку́шев (род. 1 января 1970, с. Зеренда, Кокчетавская область, Казахская ССР, СССР) — казахстанский, российский учёный, предприниматель, инвестор, общественный деятель. Кандидат физико-математических наук (1999). Председатель совета директоров НАО «Университет Нархоз» с 2024, Председатель Правления НБК-Банка (2007—2009), председатель Правления Фонда развития предпринимательства «Даму́» (2009—2011), президент Москоммерцбанка (с 2011). Доцент Школы Экономики и Финансов AlmaU.

## Биография
Булат Тельманович Мукушев родился 1 января 1970 года в селе Зеренда Кокчетавской области Казахской ССР (СССР).

### Образование
В 1987 году с золотой медалью окончил чистопольскую среднюю школу.
В 1993 году окончил физический факультет МГУ.
В 1999 году защитил диссертацию на соискание учёной степени кандидата физико-математических наук. Тема — «Фотофизические процессы в сложных молекулярных системах со структурной гетерогенностью», специальность 01.04.05 — оптика; научный руководитель — А. М. Салецкий.
В 2003 году окончил Йельскую школу менеджмента при Йельском университете (Yale University): магистр делового администрирования (MBA).

### Карьера
В 1998—2007 годы занимал руководящие должности в банковской сфере и крупных компаниях Москвы: ООО «Инвестиционная компания «Атис-Капитал», ООО КБ «Москоммерцбанк», ООО «НБК-Финанс».
В 2007—2009 годы — председатель Правления ОАО «НБК-Банка» (Москва).
В 2009—2011 годы — председатель Правления Фонда развития предпринимательства «Даму́».
С 2011 года — президент Москоммерцбанка. Глава «Техстройснабплюс» (TSSP).

### Научно-преподавательская деятельность
Доцент Школы Экономики и Финансов AlmaU.

### Семья
Женат. Дети — две дочери и сын.

## Основные труды
- Перечень научных статей в системе МГУ «ИСТИНА»

## Открытые лекции
- «Финансы и сторителлинг»: лекция доцента Мукушева Б. Т. в Университете AlmaU
- Лекция Мукушева Б. Т. на Летней школе учителей физики (физфак МГУ, 29.06.2012): информация на сайте МГУ (Сообщество учителей физики)